# Kabupaten de Padang Lawas du Nord
 (octobre 2023).
Si vous disposez d'ouvrages ou d'articles de référence ou si vous connaissez des sites web de qualité traitant du thème abordé ici, merci de compléter l'article en donnant les références utiles à sa vérifiabilité et en les liant à la section « Notes et références ».
Le kabupaten de Padang Lawas du Nord, en indonésien Kabupaten Padang Lawas Utara, est un kabupaten de la province de Sumatra du Nord en Indonésie. Il a été créé en 2007 par détachement de celui de Tapanuli du Sud. Son chef-lieu est Gunung Tua (en).

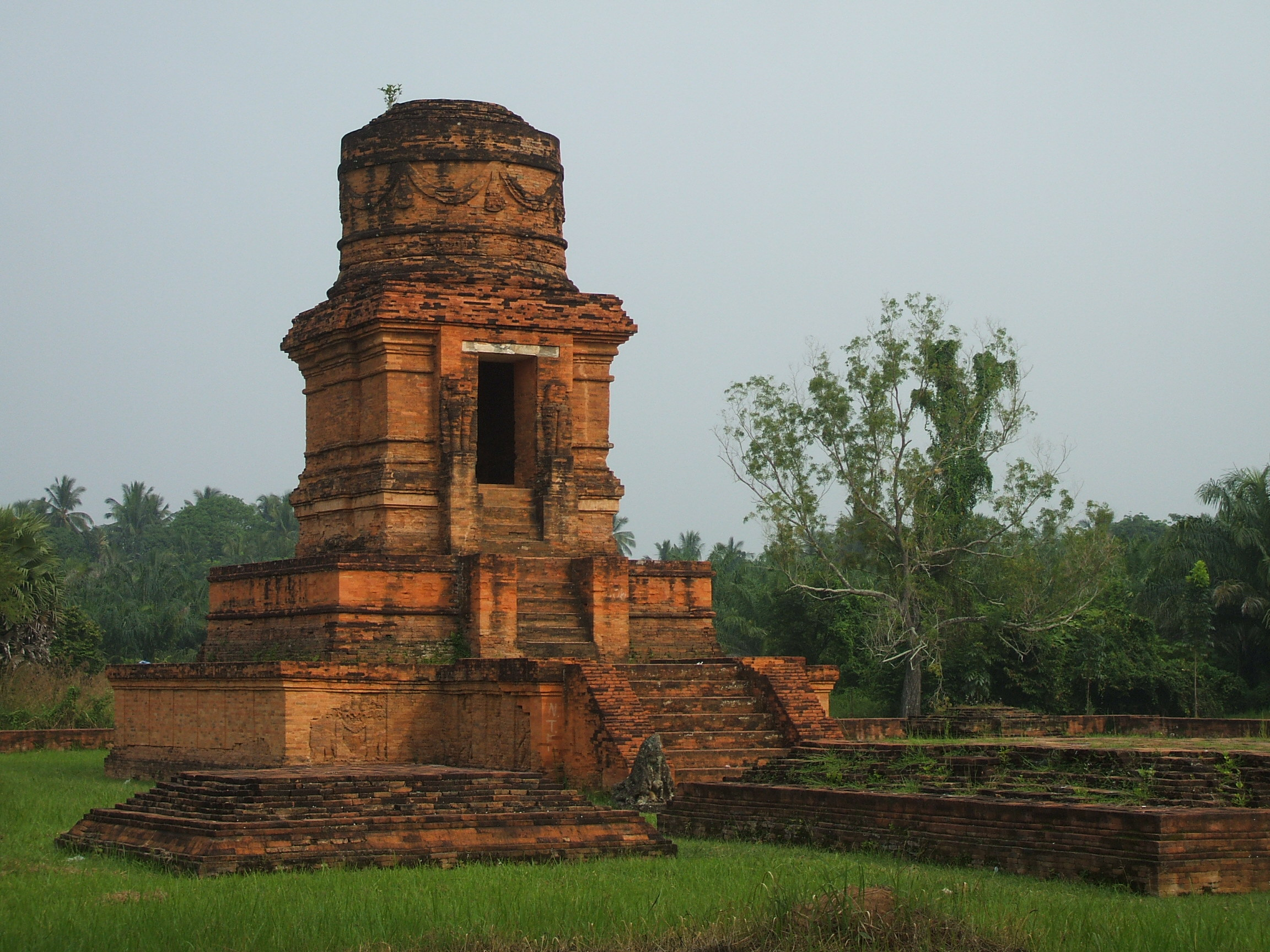
Temple Bahal I à Bahal, district de Portibi, au nord de Padang Lawas